# Massimo Ceccaroni
Massimo Ceccaroni (Basilea, 15 agosto 1968) è un allenatore di calcio ed ex calciatore svizzero, di ruolo difensore e centrocampista.
È il fratello minore di Stefano, anch'egli calciatore ed allenatore.

## Carriera

### Giocatore
Cresciuto nel Basilea, vi debutta nel 1987. Durante la sua permanenza nel sodalizio svizzero  vince il campionato nella stagione 2001-2002 e la Coppa Svizzera 2001-2002.
Nel 2002 lascia il Basilea e smette di giocare sino al 2005, quando viene ingaggiato dall'Old Boys Basilea nella duplice veste di allenatore/giocatore.

### Allenatore
Dal 2004 diviene vice-allenatore del Dornach. Nel 2005 diviene dapprima allenatore/giocatore e poi solo allenatore dell'Old Boys Basilea.
Dal 2012 diviene responsabile del settore giovanile del Basilea, a cui aggiunge, dal 2013, l'incarico di vice-allenatore del Basilea U-18.

## Palmarès

### Calciatore

#### Competizioni nazionali
- Campionato svizzero: 1

Basilea: 2001-2002
- Coppa Svizzera: 1

Basilea: 2001-2002